# Damianova hra
Damianova hra nebo též Damianova obrana je šachové zahájení, které spadá do skupiny otevřených her. Toto zahájení je charakterizováno úvodními tahy 1. e4 e5 2. Jf3 f6 (plnou notací: 1. e2–e4 e7–e5 2. Jg1–f3 f7–f6). Jedná se o nekorektní systém, který dnes můžeme vidět jen v partiích naprostých začátečníků. Krytí pěšce e5 pokračováním f7–f6 je totiž pouze zdánlivé. Černý svým posledním tahem oslabuje úhlopříčku a2–g8, blokuje pole f6 vhodné pro jezdce, nedělá nic pro vývin figur, ale hlavně kriticky oslabuje diagonálu e8–h5, což umožňuje bílému okamžitě obětovat na poli e5 jezdce a zaútočit na černého krále. Černý může po přijetí oběti následně zabránit rychlému matu jen za cenu velkých materiálních ztrát, které dají bílému rozhodující převahu.
Jako pochybné označil toto zahájení ve své učebnici již portugalský mistr Pedro Damiano da Odemira v roce 1512. Toto tvrzení prokázal též analýzou. Je proto pozoruhodné a do jisté míry absurdní, že tento systém byl v průběhu historie přesto po něm pojmenován, jako kdyby jej propagoval nebo hrával. Ten ho dokonce naopak sám nazýval „bastardské zahájení“.

## Důkaz nekorektnosti Damianovy hry
1. e4 e5 2. Jf3 f6? 3. Jxe5! O této oběti vyvracející obranu černého se zmiňuje již Španěl Luis Ramirez de Lucena roku 1497, detailní analýzu ale provedl Pedro Damiano da Odemira. Kromě oběti je však velmi silné i 3. Sc4 nebo 3. d4. 3. … fxe5? Pokud černý chce pokračovat v boji, musí oběť jezdce odmítnout! 4. Dh5+ Ke7 (alternativa 4. … g6 vede po 5. Dxe5+ ke ztrátě věže na h8 se snadnou výhrou bílého) 5. Dxe5+ Kf7 6. Sc4+ Do útoku na černého krále zapojuje bílý další figuru! 6. … d5 (Černý již musí vracet materiál, protože další úhyb krále po 6. … Kg6 vede již do matu po 7. Df5+ Kh6 8. d4+ g5 9. h4! Se7 10. hxg5+ Kg7 11. Df7 mat) 7. Sxd5+ Kg6 8. h4! (Teď hrozí 9. h5+ a na Kh6 10. d4+) 8. … h6 9. Sxb7! (Postavení černého je na pokraji zhroucení, nejde 9. … Sxb7 10. Df5 mat) 9. … Sd6 10. Da5 Jc6 11. Sxc6 a bílý má rozhodující převahu materiálu.

## Westman–Havanski
studentské MS družstev, Krakov 1964
1. e4 e5 2. Jf3 f6? 3. Jxe5 De7 Odmítnutí oběti je jedinou možností, jak se pokusit zkomplikovat situaci. 4. Jf3 d5 5. d3 dxe4 6. dxe4 Dxe4+ 7. Se2 Jc6 8. 0–0 Sd7 9. Jc3 De6. Člen polského družstva na akademickém mistrovství světa samozřejmě dobře věděl, že Damianova hra není korektní. To, že toto zahájení černými použil byl z jeho strany spíše jakýsi šachový černý humor. Snad se domníval, že se mu podaří soupeře nějak splést. Bílý se však nenechá vyvést z míry a černého za jeho troufalost rychle potrestá: 10. Sf4 0–0–0 11. Jb5 Se8 12. Sd3 Sd6. Jak jinak pokrýt pěšce c7? 13. Ve1 Dg4 (Ani po jiných ústupech dámy černému pšenka nekvete 13. … Df7 14. Sxd6 cxd6 15. Sf5+ Kb8 16. Jxd6 +/-, 13. … Dd7 14.Sxd6 cxd6 15. Jfd4 s rozhodujícím útokem)14. Sxd6 cxd6 15.Vxe8! Vxe8 16. Sf5+ 1–0 a černý se vzdal.